# Isla flotante (postre)
Una isla flotante es un postre de origen francés, que consiste en merengue flotando en crema inglesa (un flan de vainilla). Los merengues se preparan a partir de claras de huevo batidas, azúcar y extracto de vainilla y luego escalfadas rápidamente. La crema inglesa se prepara con  yemas de huevo, vainilla y leche caliente.

## Nombre
Hay cierta confusión sobre el nombre. En la cocina francesa, los términos œufs à la neige (huevos en la nieve) e île flottante (isla flotante) a veces se usan indistintamente. La diferencia entre los dos platos es que île flottante es a menudo un gran merengue cocinado al baño María en el horno, y puede contener saborizante adicional, mientras que el œufs à la neige consiste en cucharadas más pequeñas de merengue escalfado en líquido en el horno.

### En otros idiomas
- Alemán: Schnee-Eier ("huevos nevados"), Kanarimilch o Schneenockerln
- Croata: šnenokle
- Eslovaco: vtáčie mlieko ("leche de pájaro")
- Filipino: kanónigo ("canónigo")
- Húngaro: madártej ("leche de pájaro")
- Italiano: uova alla neve, uova di neve
- Lituano: peldošās salas
- Polaco: zupa nic ("sopa de nada")
- Portugués: farófias
- Rumano: lapte de pasăre ("leche de pájaro")

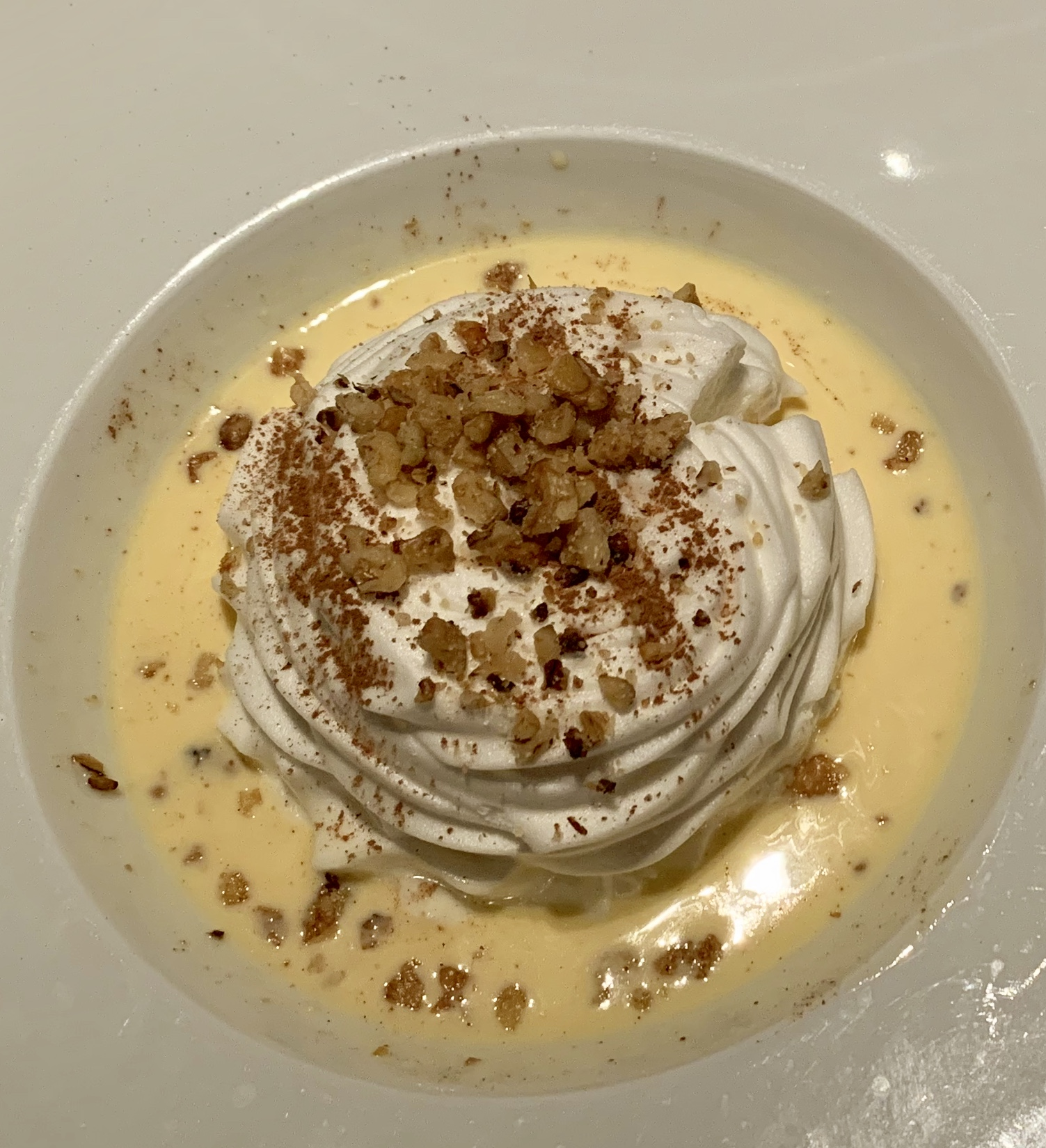
Farófias (POR)
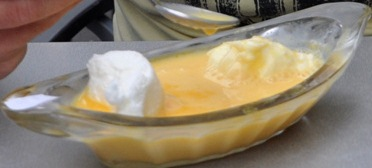
Madártej (HUN)

- Chileno: Leche Nevada

- Farófias ( Portugal)
- Madártej ( Hungría)

## Historia

### Œufs à la neige
La expresión "huevos a la nieve" se ha usado durante mucho tiempo como sinónimo de "huevos en la nieve", por lo tanto, para designar las claras batidas en la nieve. En 1798, aparece en este sentido en el Diccionario de la Academia Francesa, en la entrada "Neige":

On appelle Œufs à la neige des œufs battus de manière que la mousse ressemble à la neige.
Los huevos en la nieve son huevos batidos para que la espuma parezca nieve

A mediados del siglo XVII, encontramos bajo la expresión "huevos en la nieve" preparaciones en las que las yemas se mezclan en un plato con mantequilla y sal, luego se ponen al fuego, mientras que las claras se baten por separado, luego se agregan el plato y el dulce antes de ser servido.
En la primera edición de Le Cuisinier impérial (1806), el chef André Viard incluyó una receta para huevos de nieve:

Vous casserez dix œufs ; vous séparerez les blancs 
et les jaunes ; vous fouetterez les blancs comme pour du biscuit ; quand ils seront bien pris, vous y joindrez deux cuillerées de sucre en poudre, et un peu de poudre de fleur d'orange : versez une pinte de lait dans une casserole, six onces de sucre, un peu de fleur d'orange ou autre odeur : quand votre lait bouillira, vous prendrez plein une cuillère à bouche de blanc ; vous le mettrez dans votre lait ; vous faites pocher les blancs ; laissez-les égoutter sur un tamis : quand ils sont tous pochés, vous ôtez la moitié du lait, ou seulement le quart ; vous délayez les jaunes, et vous les mettez dans le lait ; vous le remuez avec une cuillère de bois ; dès que vous voyez qu'ils se lient, vous retirez du feu ce mélange, et vous le passez à l'étamine dans une autre casserole ; vous dressez après les œufs sur le plat et vous les masquez avec voire sauce.
Romperás diez huevos; separarás las claras y las yemas; batirás las claras en cuanto a galleta; cuando estén bien tomados, agregará dos cucharadas de azúcar en polvo y un poco de flor de naranja en polvo: vierta una pinta de leche en una sartén, seis onzas de azúcar, una pequeña flor de naranja u otro olor: cuando hierva la leche, tomará una cucharada llena de vino blanco; lo pondrás en tu leche; fumas a los blancos; déjelos escurrir en un tamiz: cuando estén escalfados, retire la mitad de la leche, o solo una cuarta parte; diluyes las yemas y las pones en la leche; lo revuelves con una cuchara de madera; tan pronto como veas que se unen, retiras del fuego esta mezcla y la pasas a la gasa en otra sartén; luego viertes los huevos fritos y los enmascaras con una salsa uniforme.

### Île flottante
En 1886, en el periódico Gil Blas apareció la receta de un postre llamado "isla flotante" donde se detallaba su preparación en una sección culinaria firmada por el cadete Vatel: son manzanas cocinadas en puré, endulzadas, incorporadas en claras de huevo batidas aromatizadas con agua de rosas o azahar. La espuma obtenida se estira sobre una gelatina o una crema invertida. En la década de 1890, varias fuentes presentaron esta misma receta, a veces como la de un postre inglés.
Cuando se trata de huevos en la nieve, encontramos la expresión mencionada en 1890. En un libro titulado Ma cuisine, cierta Madame Lebrasseur sugiere «rajeunir ce plat un peu "vieux style"» (rejuvenecer este plato algo antiguo) poniendo «blancs battus dans un moule caramélé. Ils y cuisent sept ou huit minutes au bain-marie, et l'on verse cette île flottante sur la crème à la vanille contenue dans la jatte ou dans le compotier.» (claras batidas en una sartén caramelizada. Cocinan allí durante siete u ocho minutos al baño María, y vertimos esta isla flotante sobre la crema de vainilla contenida en el tazón o en el tazón de frutas).
En 1903, Auguste Escoffier publicó en su Guía culinaria una receta para una "isla flotante" muy diferente, precedida por las palabras cuis[ine] angl[aise] (cocina inglesa):

biscuit de Savoie rassis détaillé en tranches minces, imbibées de kirsch et marasquin, puis masquées de confiture d'abricots, et parsemées de raisins de Corinthe et d'amandes hachées. Rapporter les tranches pour reformer le biscuit, et masquer celui-ci tout autour de crème fouettée sucrée vanillée. Semer la surface de la crème de pistaches effilées et de grains de Corinthe ; dresser sur compotier et entourer de crème anglaise vanillée ou de sirop de framboises.
galleta de Savoy rancia detallada en rodajas finas, empapada en kirsch y marrasquino, luego enmascarado con mermelada de albaricoque, y espolvoreado con grosellas y almendras picadas. Traiga las rebanadas para reformar la galleta y escóndela alrededor de la crema batida de vainilla dulce. Siembra la superficie de la crema de pistachos y grosellas; vierta sobre un tazón de fruta y cubra con crema de vainilla o jarabe de frambuesa.

El postre se come frío.

## Preparación

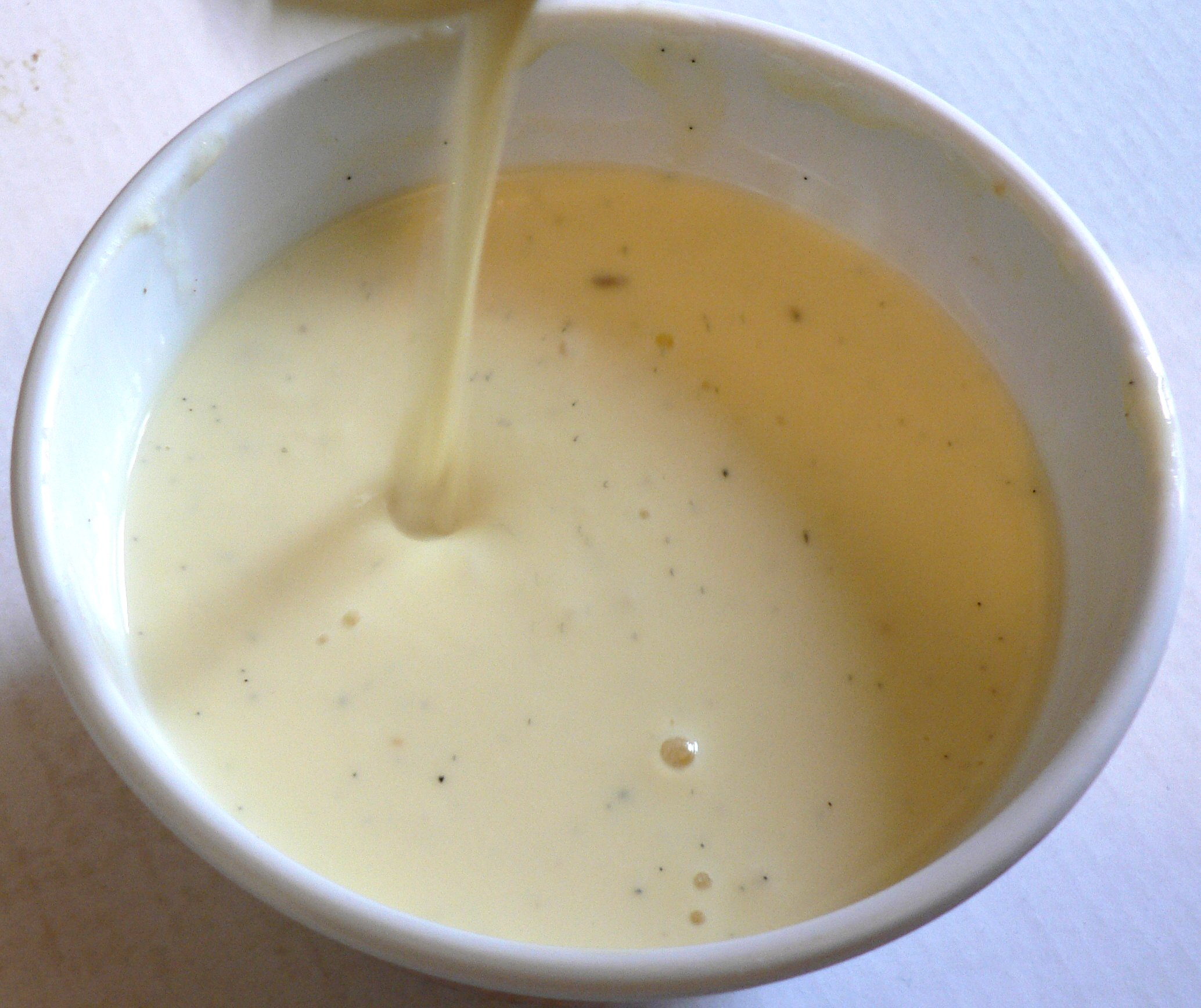
Crème anglaise, la base de la isla flotante

La isla flotante consiste en un merengue servido flotando sobre una salsa de crema de leche. Algunas variaciones usan una salsa más espesa, que se sirve encima de las albóndigas, pero generalmente la nata que se forma es delgada y las albóndigas "flotan" en la parte superior. 
Primero, las natillas hechas de leche, azúcar, vainilla y yemas de huevo se cocinan brevemente al baño María. El flan debe ser lo suficientemente grueso como para cubrir una cuchara. 
Para hacer el merengue, las claras de huevo se baten con azúcar y se vierten en un molde que puede estar cubierto con azúcar caramelizada. Luego se cuece al vapor al baño María. Una vez que el merengue se cocina y se enfría, la salsa se vierte en un plato para servir y el merengue sin moldear se coloca en la salsa para "flotar". El resultado se puede servir a temperatura ambiente o refrigerado. 
Alternativamente, las claras se pueden moldear con cucharas y se pueden escalfar suavemente en leche endulzada con sabor a vainilla. El flan está cubierto con las albóndigas de clara de huevo. 